# Club de Fútbol América
O Club de Fútbol América S.A. de C.V., mais conhecido como Club América, ou ainda América do México em países lusófonos, é um clube de futebol profissional mexicano sediado na Cidade do México, a capital do país. Fundado em 12 de outubro de 1916, disputa suas partidas como mandante no Estadio Azteca desde 1966. Suas cores tradicionais são o amarelo, o azul e alguns detalhes em vermelho. O clube pertence à Televisa, empresa mexicana do setor de mídia de comunicação.
Um dos clubes mais tradicionais do México, é um dos dois únicos (ao lado do Guadalajara) que participaram de todos as edições da Primeira Divisão mexicana. Com 16 conquistas, é o maior vencedor da liga mexicana. Soma também 5 Copas México e 5 Supercopas do México. Também é uma das equipes mexicanas mais bem sucedidas internacionalmente, tendo vencido 7 vezes a Copa dos Campeões da CONCACAF, 1 vez a Copa Gigantes da CONCACAF e 2 vezes a Copa Interamericana.
Tem sido ao longo dos anos o clube mais popular do México, posição confirmada por pesquisas realizadas pela Consultoria Mitofsky na década de 2010. O América do México possui a terceira maior torcida do mundo com 26,4 milhões de torcedores, superando Boca Juniors, Juventus e Milan, segundo ranking divulgado pela FIFA em 2018.

## História

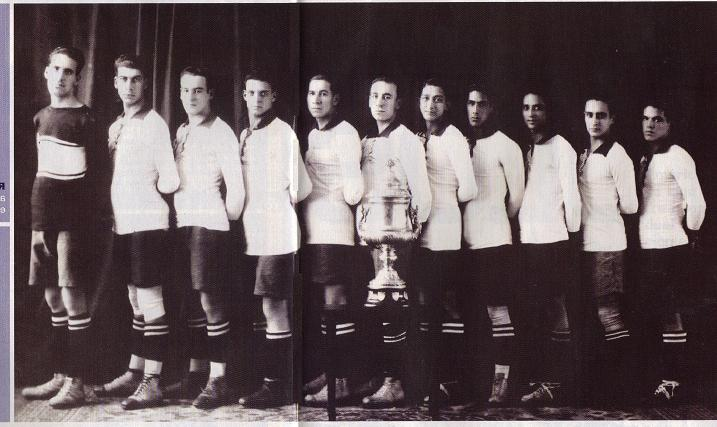
América 1924–1925

O clube foi fundado em 12 de outubro de 1916, a partir da fusão de duas equipes menores chamadas Récord e Colón. O nome da nova agremiação foi uma referência a Efemérides do descobrimento do continente americano. Como não existia um campeonato nacionalizado no país, o América juntou-se à Liga Maior, o principal torneio amador para clubes da Cidade do México. Durante essa fase, o clube conquistou quatro títulos consecutivos, entre 1924 e 1928. Contudo, a partir da profissionalização do futebol mexicano que levou a criação do Campeonato Mexicano em 1943, os "cremas", como eram chamados na época, vivenciaram tempos difíceis, onde costumeiramente amargavam as últimas posições da tabela de classificação, ficando atrás de outras forças, como Atlante, España, León e Veracruz. Os únicos títulos de prestígio foram duas Copas Nacionais em 1954 e 1955.
Um ponto de inflexão na história do América ocorreu em 22 de julho de 1959, quando Emilio Azcárraga Milmo, então herdeiro do grupo Telesistema Mexicano, comprou o clube. Com o aporte financeiro, não tardou ao América figurar entre os protagonistas do futebol do país. Depois de três vice-campeonatos entre 1960 e 1964, "os canários" chegaram finalmente ao primeito título do Campeonato Mexicano, em 1966. Nos anos seguintes, foram mais duas conquistas na competição, nas temporadas 1971 e 1976. Para fechar, o América levantaria pela primeira vez a taça de campeão da Copa dos Campeões da CONCACAF, vencendo o Robinhood em 1977, e ainda seria o primeiro clube da entidade a vencer a Copa Interamericana, derrotando o Boca Juniors em 1978.

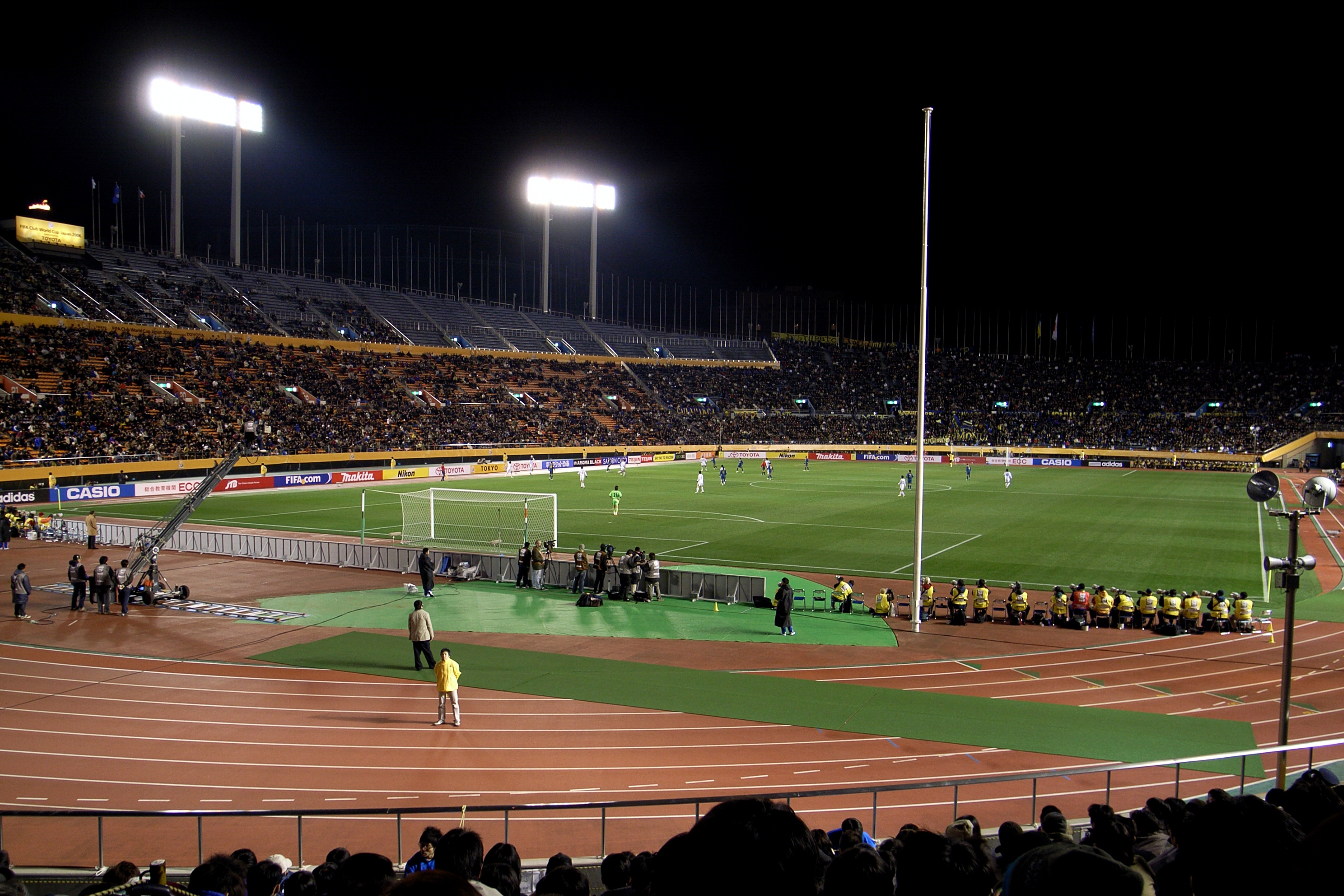
Club América em uma partida na Copa do Mundo de Clubes contra o Jeonbuk Hyundai Motors.

O América vivenciou sua era de ouro em meados da década de 1980 e o início da década de 1990, quando o clube dominou o cenário do futebol mexicano por completo e arrebatou cinco títulos nacionais entre 1984 e 1989, além de mais três taças da Copa do Campeões da CONCACAF (1987, 1990 e 1992) e a segunda Copa Interamericana (1991). Um dos resultados do sucesso é o clube ter se tornado a partir de então o mais odiado entre torcedores rivais.
Ao longo dos anos noventa, "as águias" amargaram um novo jejeu de títulos nacionais. Participando da Copa Libertadores da América de 2000, o América fez uma boa campanha, chegando a fase semifinal. Repetiu o feito na edição 2002 do torneio continental da CONMEBOL. Ainda em 2002, o clube quebrou a sequência de treze anos de insucessos, conquistando o Torneio de Verão.
Liderado por Cuauhtémoc Blanco, considerado o maior ídolo da história do América, o décimo título mexicano veio com o Torneio Clausura de 2005. Na temporada seguinte, a equipe venceu sua quinta Copa dos Campeões da CONCACAF e também participou pela primeira vez da Copa do Mundo de Clubes da FIFA, terminando em quarto lugar. Em 2007, "os americanistas" chegaram ao vice-campeonato da Copa Sul-Americana. Já a temporada 2008, contudo, foi uma das piores da história do América. O clube terminou  na lanterna do Torneio Clausura e só não foi rebaixado pela tabela de coeficientes. Surpreendentemente, o clube chegou até as quartas-de-final da Copa Libertadores da América, após golear o Flamengo em pleno Estádio do Maracanã.
Nas temporadas seguintes, o América alternou altos e baixos. Em 2013, o clube voltou a ser campeão nacional, ao vencer o Cruz Azul na final em uma decisão do Torneio Clausura.

## Estádio
O Estádio Azteca é a casa do América. Tendo já sido palco das finais da Copa do Mundo FIFA de 1970 e 1986, o Azteca foi reformado diversas vezes, a última delas para a Copa das Confederações de 1999, e tem atualmente capacidade para 87.000 espectadores.

## Fornecedores e  Patrocinadores
Abaixo estão listados em ordem cronológica, o fabricante dos trajes e patrocinadores do clube desde 1985.
| Período     | Fornecedor |
| ----------- | ---------- |
| 1985-1993   | Adidas     |
| 1993-1994   | Umbro      |
| 1994-2000   | Adidas     |
| 2000- Atual | Nike       |

| Período     | Patrocinador |
| ----------- | ------------ |
| 1988- 1990  | Bancomer     |
| 1990- 2005  | Coca Cola    |
| 2005-2015   | Bimbo        |
| 2015-2018   | Huawei       |
| 2018- atual | AT&T         |

## Elenco
Última atualização: 28 de janeiro de 2025.

## Títulos
| INTERCONTINENTAIS | INTERCONTINENTAIS             | INTERCONTINENTAIS | INTERCONTINENTAIS |
|                   | Competição                    | Títulos           | Temporadas |
| ----------------- | ----------------------------- | ----------------- | --- |
|                   | Copa Interamericana           | 2                 | 1978 e 1990 |
| CONTINENTAIS      |                               |                   | |
|                   | Competição                    | Títulos           | Temporadas |
|                   | Liga dos Campeões da CONCACAF | 7                 | 1977,1987, 1990, 1992, 2006, 2014–15 e 2015–16                                                                                         |
|                   | Copa Gigantes da CONCACAF     | 1                 | 2001 |
|                   | Campeones Cup                 | 1                 | 2024 |
| NACIONAIS         |                               |                   | |
|                   | Competição                    | Títulos           | Temporadas |
| México            | Campeonato Méxicano           | 16                | 1965–66, 1970–71, 1975–76, 1983–84, 1984–85, 1985–P, 1987–88, 1988–89, 2002–V, 2005–C, 2013–C, 2014–A, 2018–A, 2023–A, 2024–C e 2024-A |
| México            | Copa do México                | 6                 | 1953–54, 1954–55, 1963–64, 1964–65, 1973–74 e 2019                                                                                     |
| México            | Campeão dos Campeões          | 7                 | 1954, 1975, 1988, 1989, 2004, 2019 e 2024                                                                                              |
| México            | Inter Liga                    | 1                 | 2008 |
| México            | Copa Challenger               | 1                 | 1927* |

 Campeão Invicto
* (Era Amadora do Futebol Mexicano)
A: Torneio Apertura
C: Torneio Clausura
V: Torneio Verano
P: Torneio Prode

### Torneios amistosos
- Copa Vizcaya: 1920
- Liga Excélsior: 1920
- Copa Baltamar: 1922
- Junta Española Covadonga: 1927
- II Torneo Jarritos: 1958.[9]
- IV Torneo Jarritos: 1960
- Copa Presidente Gustavo Díaz Ordaz: 1964/65
- Copa Independência (2): 1966/67, 1974/75
- Copa Revolución Mexicana: 1980/81
- Cuadrangular Ciudad de México: 1981
- Troféu Águila Azteca: 1982
- Copa das Nações: 1983
- Troféu de la Vendimia: 1983
- Triangular Ciudad de México: 1987
- Copa Cofraternidad: 1988
- Copa Pachuca: 1997
- Cuadrangular Los Ángeles: 1999[9]
- Serie Mundial de Fútbol: 2006
- Copa El Mexicano: 2008[9]
- Copa Insurgentes: 2010[10]

## Campanhas de destaque
- Vice-campeão do Campeonato Mexicano de Futebol (Primera División de México): 8 vezes (1959-1960, 1961-1962, 1963-1964, 1966-1967, 1971-1972, 1990-1991, Clausura 2007, Apertura 2013 e Apertura 2016)
- Vice-campeão da Copa México: 3 vezes (1944-1945, 1975-1976, 1990-1991)
- Semifinalista da Copa Libertadores da América: 3 vezes (2000, 2002 e 2008)
- Vice-campeão da Copa Sul-Americana: 1 vez (2007)
- Quarto lugar da Copa do Mundo de Clubes da FIFA: 2 vezes (2006) e (2016).